# Campeonato Europeo de Baloncesto Masculino de 2001
El XXXII Campeonato Europeo de Baloncesto se celebró en Turquía entre el 31 de agosto y el 9 de septiembre de 2001 bajo la denominación Eurobasket 2001.
Un total de 16 países europeos compitieron por el título, cuyo anterior portador era la selección nacional de Italia.
Los dieciséis equipos participantes en el Eurobasket fueron: Francia, Lituania, Israel, Ucrania, Turquía, España, Letonia, Eslovenia, Yugoslavia, Alemania, Croacia, Estonia, Rusia, Italia, Grecia y Bosnia.

## Sedes
| Grupo      | Ciudad   | Instalación       | Capacidad |
| ---------- | -------- | ----------------- | --------- |
| A          | Ankara   | ASKI Sport Hall   | 6.000     |
| B          | Ankara   | ASKI Sport Hall   | 6.000     |
| C          | Antalya  | Anfas Expo Center | 3.800     |
| D          | Antalya  | Anfas Expo Center | 3.800     |
| Fase final | Estambul | Abdi İpekçi Arena | 12.000    |

## Grupos
| Grupo A  | Grupo B   | Grupo C    | Grupo D              |
| -------- | --------- | ---------- | -------------------- |
| Francia  | Turquía   | Yugoslavia | Rusia                |
| Lituania | España    | Alemania   | Italia               |
| Israel   | Letonia   | Croacia    | Grecia               |
| Ucrania  | Eslovenia | Estonia    | Bosnia y Herzegovina |

## Sistema de clasificación
Los 16 equipos se dividieron en 4 grupos, cuyos campeones pasaron directamente a la ronda de cuartos de final, mientras que los segundos y terceros de cada grupo jugaron un partido extra entre ellos para completar las plazas de los cuartos.

## Primera fase

### Grupo A
| Equipo   | J | G | P | T+  | T-  | DT  | PTS |
| -------- | - | - | - | --- | --- | --- | --- |
| Francia  | 3 | 2 | 1 | 239 | 225 | +14 | 5   |
| Lituania | 3 | 2 | 1 | 215 | 195 | +20 | 5   |
| Israel   | 3 | 1 | 2 | 218 | 210 | +8  | 4   |
| Ucrania  | 3 | 1 | 2 | 214 | 256 | -42 | 4   |

- Resultados

| Fecha    | Partido¹ | Partido¹ | Partido¹ | Resultado |
| -------- | -------- | -------- | -------- | --------- |
| 31.08.01 | Ucrania  | -        | Lituania | 60-82     |
| 31.08.01 | Israel   | -        | Francia  | 71-77     |
| 01.09.01 | Francia  | -        | Ucrania  | 86-89     |
| 01.09.01 | Lituania | -        | Israel   | 68-59     |
| 02.09.01 | Ucrania  | -        | Israel   | 65-88     |
| 02.09.01 | Francia  | -        | Lituania | 76-65     |

- (¹) -  Todos en Ankara

### Grupo B
| Equipo    | J | G | P | T+  | T-  | DT  | PTS |
| --------- | - | - | - | --- | --- | --- | --- |
| Turquía   | 3 | 2 | 1 | 226 | 232 | -6  | 5   |
| España    | 3 | 2 | 1 | 270 | 222 | +48 | 5   |
| Letonia   | 3 | 1 | 2 | 258 | 284 | -26 | 4   |
| Eslovenia | 3 | 1 | 2 | 225 | 241 | -16 | 4   |

- Resultados

| Fecha    | Partido¹  | Partido¹ | Partido¹  | Resultado |
| -------- | --------- | -------- | --------- | --------- |
| 31.08.01 | Letonia   | -        | Turquía   | 82-85     |
| 31.08.01 | Eslovenia | -        | España    | 61-85     |
| 01.09.01 | Turquía   | -        | Eslovenia | 57-71     |
| 01.09.01 | España    | -        | Letonia   | 106-77    |
| 02.09.01 | Letonia   | -        | Eslovenia | 99-93     |
| 02.09.01 | España    | -        | Turquía   | 79-84     |

- (¹) -  Todos en Ankara

### Grupo C
| Equipo     | J | G | P | T+  | T-  | DT  | PTS |
| ---------- | - | - | - | --- | --- | --- | --- |
| Yugoslavia | 3 | 3 | 0 | 279 | 197 | +82 | 6   |
| Alemania   | 3 | 2 | 1 | 263 | 245 | +18 | 5   |
| Croacia    | 3 | 1 | 2 | 235 | 247 | -12 | 4   |
| Estonia    | 3 | 0 | 3 | 198 | 286 | -88 | 3   |

- Resultados

| Fecha    | Partido¹   | Partido¹ | Partido¹   | Resultado |
| -------- | ---------- | -------- | ---------- | --------- |
| 31.08.01 | Estonia    | -        | Alemania   | 71-92     |
| 31.08.01 | Croacia    | -        | Yugoslavia | 66-80     |
| 01.09.01 | Yugoslavia | -        | Estonia    | 113-58    |
| 01.09.01 | Alemania   | -        | Croacia    | 98-88     |
| 02.09.01 | Estonia    | -        | Croacia    | 69-81     |
| 02.09.01 | Yugoslavia | -        | Alemania   | 86-73     |

- (¹) -  Todos en Antalya

### Grupo D
| Equipo               | J | G | P | T+  | T-  | DT  | PTS |
| -------------------- | - | - | - | --- | --- | --- | --- |
| Rusia                | 3 | 2 | 1 | 247 | 208 | +39 | 5   |
| Italia               | 3 | 2 | 1 | 242 | 207 | +35 | 5   |
| Grecia               | 3 | 2 | 1 | 265 | 265 | +0  | 5   |
| Bosnia y Herzegovina | 3 | 0 | 3 | 206 | 280 | -74 | 3   |

- Resultados

| Fecha    | Partido¹             | Partido¹ | Partido¹             | Resultado |
| -------- | -------------------- | -------- | -------------------- | --------- |
| 31.08.01 | Bosnia y Herzegovina | -        | Rusia                | 63-83     |
| 31.08.01 | Grecia               | -        | Italia               | 83-82     |
| 01.09.01 | Italia               | -        | Bosnia y Herzegovina | 96-66     |
| 01.09.01 | Rusia                | -        | Grecia               | 106-81    |
| 02.09.01 | Italia               | -        | Rusia                | 64-58     |
| 02.09.01 | Bosnia y Herzegovina | -        | Grecia               | 77-101    |

- (¹) -  Todos en Antalya

## Eliminatoria (Segunda fase)
| Fecha    | Sede    | Partido  | Partido | Partido | Resultado |
| -------- | ------- | -------- | ------- | ------- | --------- |
| 03.09.01 | Ankara  | Lituania | -       | Letonia | 76-94     |
| 03.09.01 | Ankara  | España   | -       | Israel  | 71-67     |
| 03.09.01 | Antalya | Alemania | -       | Grecia  | 80-75     |
| 03.09.01 | Antalya | Italia   | -       | Croacia | 57-65     |

## Fase final
Todos los partidos de la fase final se disputaron en Istanbul.

### Cuartos de final
| Fecha    | Partido    | Partido | Partido  | Resultado |
| -------- | ---------- | ------- | -------- | --------- |
| 05.09.01 | Francia    | -       | Alemania | 77-81     |
| 05.09.01 | Turquía    | -       | Croacia  | 87-85     |
| 06.09.01 | Yugoslavia | -       | Letonia  | 114-78    |
| 06.09.01 | Rusia      | -       | España   | 55-62     |

### Semifinales (Puestos del 5º al 8º)
| Fecha    | Partido | Partido | Partido | Resultado |
| -------- | ------- | ------- | ------- | --------- |
| 07.09.01 | Francia | -       | Croacia | 90-79     |
| 07.09.01 | Letonia | -       | Rusia   | 81-99     |

### Semifinales
| Fecha    | Partido    | Partido | Partido | Resultado |
| -------- | ---------- | ------- | ------- | --------- |
| 08.09.01 | Alemania   | -       | Turquía | 78-79     |
| 08.09.01 | Yugoslavia | -       | España  | 78-65     |

### Séptimo puesto
| Fecha    | Partido | Partido | Partido | Resultado |
| -------- | ------- | ------- | ------- | --------- |
| 09.09.01 | Croacia | -       | Letonia | 93-91     |

### Quinto puesto
| Fecha    | Partido | Partido | Partido | Resultado |
| -------- | ------- | ------- | ------- | --------- |
| 09.09.01 | Francia | -       | Rusia   | 73-78     |

### Tercer puesto
| Fecha    | Partido  | Partido | Partido | Resultado |
| -------- | -------- | ------- | ------- | --------- |
| 09.09.01 | Alemania | -       | España  | 90-99     |

### Final
| Fecha    | Partido | Partido | Partido    | Resultado |
| -------- | ------- | ------- | ---------- | --------- |
| 09.09.01 | Turquía | -       | Yugoslavia | 69-78     |

## Clasificación final
| 1. Yugoslavia            |
| 2. Turquía               |
| 3. España                |
| 4. Alemania              |
| 5. Rusia                 |
| 6. Francia               |
| 7. Croacia               |
| 8. Letonia               |
| 9. Italia                |
| 10. Lituania             |
| 11. Grecia               |
| 12. Israel               |
| 13. Eslovenia            |
| 14. Ucrania              |
| 15. Bosnia y Herzegovina |
| 16. Estonia              |

## Tres primeros clasificados
Medalla de Oro. Yugoslavia: Dejan Bodiroga, Veselin Petrovic, Saša Obradović, Igor Rakočević, Predrag Stojaković, Vlado Scepanovic, Marko Jaric, Predrag Drobnjak, Dragan Tarlac, Dejan Milojevic, Dejan Tomašević y Milan Gurović. Entrenador: Svetislav Pešić
Medalla de Plata. Turquía: Kerem Tunçeri, Hidayet Türkoğlu, Mirsad Türkcan, Orhun Ene, Asım Pars, Harun Erdenay, İbrahim Kutluay, Hüseyin Beşok, Kaya Peker, Mehmet Okur, Haluk Yıldırım, Ömer Onan. Entrenador: Aydın Örs
Medalla de Bronce. España: Pau Gasol, Jorge Garbajosa, Juan Carlos Navarro, Chuck Kornegay, Raül López, Carlos Jiménez, Nacho Rodríguez, Felipe Reyes, Alfonso Reyes, José Antonio Paraíso, Paco Vázquez, Lucio Angulo. Entrenador: Javier Imbroda
Cuarto puesto. Alemania: 
Mithat Demirel, Ademola Okulaja, Robert Garrett, Marko Pešić, Stefano Garris, Drazan Tomic, Marvin Willoughby, Stipo Papic
, Stephen Arigbabu, Patrick Femerling, Dirk Nowitzki, Shawn Bradley Entrenador: Henrik Dettmann

## Trofeos individuales
- MVP

 Predrag Stojaković
- Anotadores del torneo

|    | Jugador            | Puntos | Partidos | Puntos por partido |
| -- | ------------------ | ------ | -------- | ------------------ |
| 1  | Dirk Nowitzki      | 201    | 7        | 28,7               |
| 2  | Predrag Stojaković | 138    | 6        | 23,0               |
| 3  | Ibrahim Kutluay    | 130    | 6        | 21,7               |
| 4  | Andréi Kirilenko   | 115    | 6        | 19,2               |
| 5  | Kaspars Kambala    | 133    | 7        | 19,0               |
| 6  | Pau Gasol          | 121    | 7        | 17,3               |
| 7  | Ainars Bagatskis   | 103    | 6        | 17,2               |
| 8  | Sergeij Chikalkin  | 102    | 6        | 17,0               |
| 9  | Damir Mulaomerović | 117    | 7        | 16,7               |
| 10 | Fragiskos Alvertis | 64     | 4        | 16,0               |